# Clara Linders
Clara Linders (Dordrecht, 1959) is een Nederlandse schrijfster.
Ze studeerde aan de Akademie voor Expressie door Woord en Gebaar in Utrecht. Ze maakte diverse poppenkast- en toneelvoorstellingen, richtte een kindertijdschrift op en schreef hoorspelen en liedjes voor kleuters. 
Met illustratrice Geerten Ten Bosch maakte ze het prentenboek Het huis van Marie (1998), dat uit tien boekjes bestaat, die tezamen een legpuzzel vormen. In elk boekje is een voorwerp of meubelstuk uit het huis aan het woord.
Haar tweede boek De mooiste deur van overal (2000), met tekeningen van Marijke ten Cate, werd in het Engels, Frans en Deens vertaald.
Clara Linders schreef de tekst van de Ramayana (2003), een theaterproductie die door de Jeugdtheaterschool Zuid-Holland werd opgevoerd. 
Samen met Diederik van Vleuten leverde ze tekstbijdragen aan In de Lucht (2004), het tweede theaterprogramma van Die Goeie Ouwe Radio. 
Ook de tekst van het programma AAP!-De reis naar het westen (2005) van het Jeugdtheaterhuis is van haar hand.
In het jaar 2007 is zij o.a. bezig geweest met de tekst voor de nieuwste voorstelling van het Jeugdtheaterhuis, De Canterbury Tales, een moderne bewerking van 5 van de originele verhalen.
In het jaar 2009 heeft ze de tekst geschreven voor Jan Steenstraat 1 van het Jeugdtheaterhuis, deze voorstelling is geregisseerd door Theo Ham.
In het jaar 2010 is zij bezig met het schrijven van Verse Kerst of de Vergeten Boodschap van het Jeugdtheaterhuis, in samenwerking met de Leidse schouwburg.
- Bibliothèque nationale de France: cb136214142 (data)
- International Standard Name Identifier: 0000 0000 2032 0758
- Library of Congress Control Number: n00040784
- Nederlandse Thesaurus van Auteursnamen: 138752591
- Système universitaire de documentation: 086134264
- Virtual International Authority File: 10024163
- WorldCat: E39PBJvt6B7f7VpRVYqT3VQg8C